# مارتن كورتيس دي ألباكار
مارتن كورتيس دي ألباكار (بالإسبانية: Martín Cortés de Albacar)‏ (و. 1510 – 1582 م) هو عالم فلك من إسبانيا . ولد في بوخارالوث .
توفي في قادس، عن عمر يناهز 72 عاماً.